# The Beatles 1962–1966
The Beatles 1962–1966 (também conhecido como o Álbum Vermelho) é uma coletânea do grupo de rock inglês The Beatles, lançada em 1973. Reúne 26 músicas gravadas nos estúdios da EMI e do  Abbey Road. A coletânea contém sucessos de 1962 e 1966.
Todas as faixas são de autoria de John Lennon e Paul McCartney.

## Faixas

### Disco 1
| N.º | Título                     | Duração |  |
| 1.  | "Love Me Do"               | 2:22    |  |
| 2.  | "Please Please Me"         | 2:01    |  |
| 3.  | "From Me to You"           | 1:57    |  |
| 4.  | "She Loves You"            | 2:22    |  |
| 5.  | "I Want To Hold Your Hand" | 2:26    |  |
| 6.  | "All My Loving"            | 2:09    |  |
| 7.  | "Can't Buy Me Love"        | 2:13    |  |
| 8.  | " A Hard Day's Night"      | 2:34    |  |
| 9.  | "And I Love Her"           | 2:31    |  |
| 10. | "Eight Days a Week"        | 2:44    |  |
| 11. | "I Feel Fine"              | 2:20    |  |
| 12. | "Ticket To Ride"           | 3:11    |  |
| 13. | "Yesterday"                | 2:05    |  |

### Disco 2
| N.º | Título                                 | Duração |  |
| 1.  | "Help!"                                | 2:20    |  |
| 2.  | "You've Got to Hide Your Love Away"    | 2:11    |  |
| 3.  | "We Can Work It Out"                   | 2:16    |  |
| 4.  | "Day Tripper"                          | 2:49    |  |
| 5.  | "Drive My Car"                         | 2:28    |  |
| 6.  | "Norwegian Wood (This Bird Has Flown)" | 2:05    |  |
| 7.  | "Nowhere Man"                          | 2:44    |  |
| 8.  | "Michelle"                             | 2:42    |  |
| 9.  | "In My Life"                           | 2:27    |  |
| 10. | "Girl"                                 | 2:31    |  |
| 11. | "Paperback Writer"                     | 2:19    |  |
| 12. | "Eleanor Rigby"                        | 2:08    |  |
| 13. | "Yellow Submarine"                     | 2:39    |  |

## Paradas
| Parada (1973)              | Melhor posição |
| -------------------------- | -------------- |
| Austrian Top 75 Albums     | 1              |
| Canadian Top 100 Albums    | 4              |
| French Top Albums          | 1              |
| German Albums Chart        | 2              |
| Netherlands Top 100 Albums | 2              |
| Norwegian Top 40 Albums    | 1              |
| UK Albums Chart            | 3              |
| US Billboard 200           | 3              |

| Parada (1993)             | Melhor posição |
| ------------------------- | -------------- |
| Australian Top 50 Albums  | 9              |
| New Zealand Top 50 Albums | 5              |
| Swedish Top 60 Albums     | 22             |
| Swiss Top 100 Albums      | 4              |
| US Catalog Albums         | 2              |

| Parada (2006)          | Melhor posição |
| ---------------------- | -------------- |
| Spanish Top 100 Albums | 33             |

| Parada (2007)         | Melhor posição |
| --------------------- | -------------- |
| Finnish Top 40 Albums | 40             |

| Parada (2008)        | Melhor posição |
| -------------------- | -------------- |
| Danish Top 40 Albums | 26             |

| Parada (2010)                 | Melhor posição |
| ----------------------------- | -------------- |
| Belgium (Flanders) 100 Albums | 37             |
| Belgium (Wallonia) 100 Albums | 55             |
| Irish Top 75 Albums           | 45             |
| Japanese Albums Chart         | 4              |
| US Digital Albums             | 23             |